# Eosinopenia
L'eosinopenia è un tipo di agranulocitosi caratterizzata dalla carenza di eosinofili.

## Eziologia
Può essere dovuta all'uso di glucocorticoidi o da gravi stress continuati. Spesso è correlata alla Sindrome di Cushing o all'uso di steroidi. Lo stesso Harvey Cushing considerava all'inizio l'eosinopenia come uno dei sintomi patognomonici della sindrome, per poi però arrivare successivamente a riconsiderarne e ridurne la rilevanza diagnostica, vista la maggiore diffusione di sindromi eosinopeniche nella popolazione generale di quanto inizialmente ipotizzato.
Può essere dovuta inoltre a stati infettivi batterici gravi.